# Crudia glauca
Crudia glauca là một loài rau đậu thuộc họ Fabaceae. Loài này chỉ có ở Malaysia. Chúng hiện đang bị đe dọa vì mất môi trường sống. Gỗ của cây này được gọi là "merbau kera", hoặc "kempas rimau", hoặc "jering tupai" trong ngôn ngữ địa phương (tùy vùng).